# Торунь
То́рунь (пол. Toruń, нім. Thorn) — місто в центральній Польщі, на річках Дрвенца і Вісла. Один з двох адміністративних центрів Куявсько-Поморського воєводства.

## Географія

### Клімат
| Клімат                                     | Клімат | Клімат | Клімат | Клімат | Клімат | Клімат | Клімат | Клімат | Клімат | Клімат | Клімат | Клімат | Клімат |
| Показник                                   | Січ.   | Лют.   | Бер.   | Квіт.  | Трав.  | Черв.  | Лип.   | Серп.  | Вер.   | Жовт.  | Лист.  | Груд.  | Рік    |
| Абсолютний максимум, °C                    | 12,7   | 17,1   | 23,4   | 29,9   | 32,3   | 34,5   | 35,7   | 35,6   | 32,4   | 28,2   | 19,9   | 15,6   | 35,7   |
| Середній максимум, °C                      | −0,1   | 1,4    | 6,2    | 12,7   | 18,8   | 22,2   | 23,5   | 23,0   | 18,5   | 12,8   | 5,9    | 1,6    | 12,2   |
| Середня температура, °C                    | −2,8   | −1,8   | 1,9    | 7,1    | 13,0   | 16,6   | 17,8   | 17,2   | 13,0   | 8,3    | 3,4    | −0,6   | 7,8    |
| Середній мінімум, °C                       | −5,6   | −4,7   | −1,5   | 2,4    | 7,3    | 10,7   | 12,2   | 11,7   | 8,6    | 4,9    | 0,9    | −3,1   | 3,7    |
| Абсолютний мінімум, °C                     | −32,2  | −29,3  | −26,5  | −8,3   | −4,2   | −0,6   | 3,1    | 1,4    | −3,7   | −9,6   | −22,8  | −24,5  | −32,2  |
| Середня кількість сонячних годин на місяць | 42     | 63     | 63     | 155    | 224    | 226    | 220    | 211    | 145    | 98     | 41     | 30     | 1518   |
| Норма опадів, мм                           | 27     | 23     | 26     | 30     | 56     | 78     | 77     | 60     | 45     | 39     | 40     | 35     | 536    |
| Днів з опадами                             | 7,4    | 6,6    | 6,7    | 7,1    | 8,5    | 9,4    | 10,5   | 9,0    | 8,0    | 7,6    | 9,4    | 9,1    | 99,3   |
| ------------------------------------------ | ------ | ------ | ------ | ------ | ------ | ------ | ------ | ------ | ------ | ------ | ------ | ------ | ------ |
| Джерело: NOAA                              |        |        |        |        |        |        |        |        |        |        |        |        |        |

## Історія
Перші поселення в околицях датовані археологами 1100 роком до нашої ери. За часів середньовіччя там було невелике поселення, що охороняло річку (VII—XIII століття). Спочатку поселення входило до П'ястівської Польщі.
Коли Тевтонський орден прибув до Кульмерланду, вони побудували тут фортецю (1230—1231). Поселення, що оточувало замок, отримало назву Торн і набуло права міста в 1233 році. Місто незабаром стало німецьким середньовічним торговим центром. В 1263 році францисканські ченці оселилися в Торні, а за ними — у 1239 році домініканці. В 1264 році було засноване сусіднє місто Нойштадт. Воно було відокремлене аж до 1454 року, тоді старі й нові міста були об'єднані в одне місто.
В XIV столітті місто приєдналося до Ганзейського торговельного союзу. Перший Торунський мир був підписаний у 1411 році яким закінчилася польсько-литовсько-тевтонська війна (1409—1411). В 1454 році в обмін на підтримку і визнання привілеїв міста Торунь, місто прийняло суверенітет польської корони. Тринадцятирічна війна закінчилася в 1466 році другим Торуньським миром, в якому Тевтонський орден передав суверенітет Королівської Пруссії Королівству Польському.

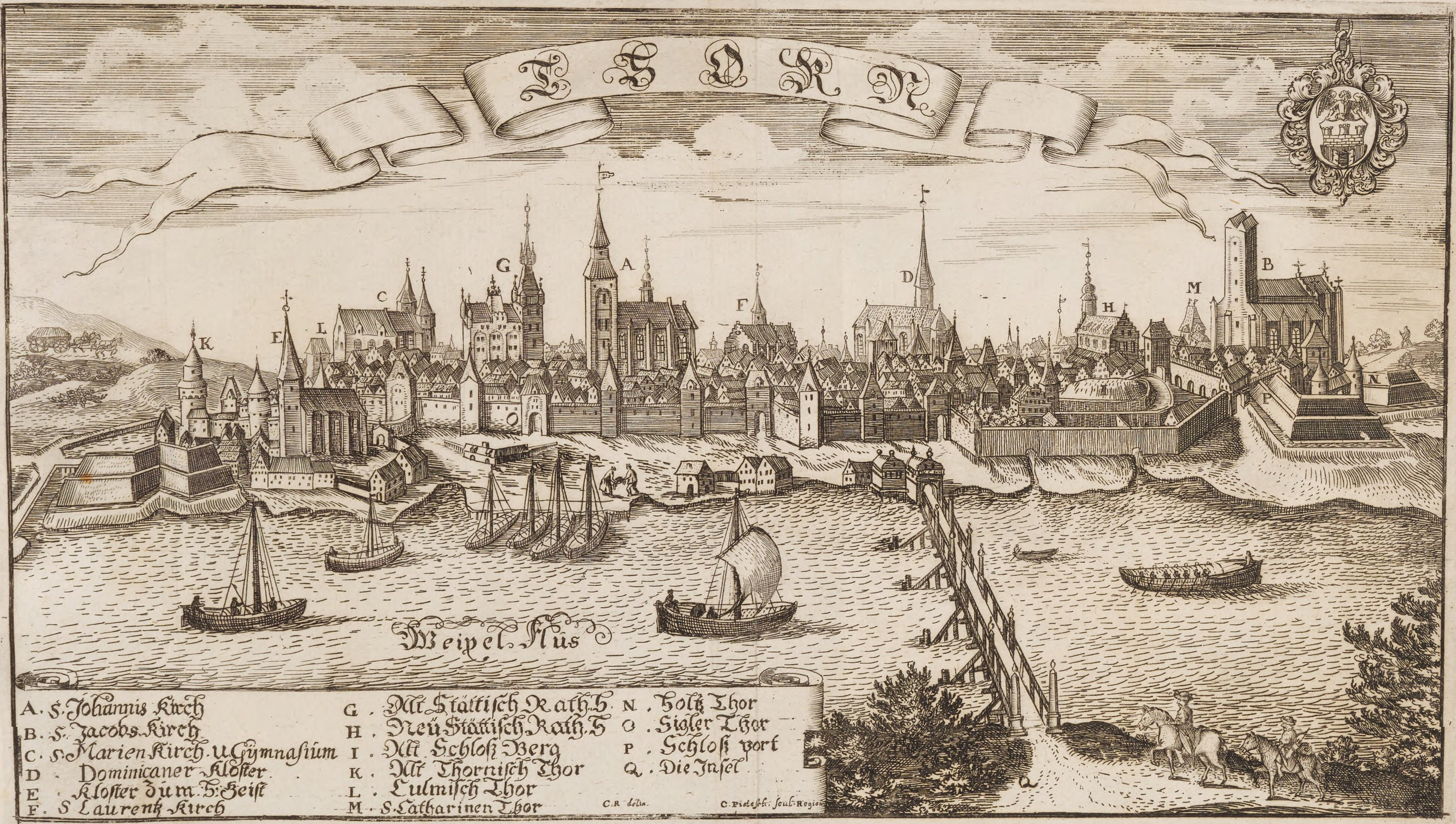
Середньовічне місто Торунь. Гравюра.

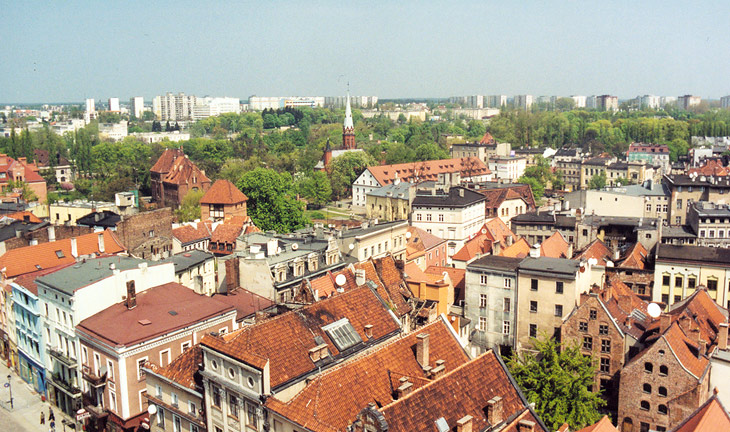
Вид на старе місто з башти ратуші

У 1466—1793 роках Торунь був одним із найбільших міст Корони Королівства Польського, і його населення зростало і сягало 20 000 осіб[джерело?].
1595 року в Торуні відбувався протестантський собор, скликаний для підтримки Варшавської конфедерації.
Під час Реформації частина міста прийняла лютеранство, а частина залишилася католицькою. 1645 року в ньому відбувся міжконфесійний «колоквіум любові», лат. colloqium charitativum, скликати який запропонував король Владислав IV. Кілька місяців протестантські й католицькі теологи в атмосфері стриманості і взаємоповаги обговорювали свої теологічні й практичні відмінності. Хоча і не дійшовши ніяких остаточних висновків, вони довели, що християнське милосердя все-таки може брати гору над сектантським святенництвом. 1674 року один іспанський дипломат, що навідав Торн по дорозі на вибори Собеського, з радісним подивом описав побачене: «У цьому місті, як і в решті провінції… дозволено вільно дотримуватися двох релігій — католицької і лютеранської. Лютеранам належить більшість церков, натомість католики мають дві церкви, одну домініканську, а другу єзуїтську, де вони виконують божественні обряди з великою пишнотою та врочистістю… Проте всі живуть у великій гармонії одне з одним, без суперечок і дискусій із питань віри, і це найкращий спосіб зберегти мир».
У 1789 році Торунь населяли 70 % поляків і майже 30 % німців[джерело?].
В 1793 році після другого розділу Речі Посполитої місто було віддано Прусському королівству. В 1807 році місто стало частиною герцогства Варшавського, створеного Наполеоном. В 1870 році французькі військовополонені, захоплені під час франко-прусської війни, побудували ланцюг фортів навколо міста. У наступному році місто стало частиною нової німецької імперії.
У 1875 році в Торуні було засновано польське наукове товариство боротьби з германізацією, а в 1867 році почала виходити газета польською мовою.
В 1919 році після Першої світової війни за підсумками Версальського договору місто Торунь, як столиця Поморського воєводства стало частиною Польщі. Загалом, історичний період між двома війнами став часом значного розвитку виробництва в Торуні. Великі інвестиції були вкладені в таких галузі, як транспорт (нові вулиці, трамвайні лінії та мости), житлове будівництво.
У 1931 році Торунь населяли 95 % поляків, 4 % німців і 1 % євреїв[джерело?].
Місто було приєднано до нацистської Німеччини відразу після вторгнення нацистів до Польщі в 1939 році. Під час Другої світової війни ланцюг фортів використовувався німцями як табори для військовополонених, відомі під загальною назвою — Шталаг XX-А. У листопаді 1940 року був створений табір смерті «Szmalcówka», який через рік перетворився на каральний та репресивний табір. Через нього пройшло близько 20 тисяч. людей, і близько 3000 померли. У липні 1943 року табір був ліквідований, а ув'язнені були відправлені до таборів у «Stutthofie» i «Potulicach». Місто було звільнене Радянською Армією від нацистів в 1945 році. Місто уникнуло значних руйнувань під час війни. Німецька меншина була депортована з Торуня до Західної Німеччини в 1945—1947 роках.
Після Другої світової війни населення збільшилося більш ніж удвічі. Разом з тим, однією з найважливіших подій в післявоєнний період є створення Університету Миколи Коперника в 1945 році. З часом він став одним з найкращих університетів в Польщі.
Після 1960 року почалася інтенсивна індустріалізація країни. Торунь став центром хімічної, електронної, металевої та текстильної промисловості. У 1950—1955 рр. було розширено і модернізовано промислові підприємства «Polchem», «Fabryka Maszyn Budowlanych», «Zakłady Urządzeń Młyńskich» і побудовані нові найбільші в країні «Włókien Sztucznych Chemitex-Elana» (1963). Поряд з розвитком промисловості в місті почали з'являтися житлові комплекси, які так і не змогли задовольнити зріст попиту на житло. Найбільш інтенсивний розвиток житлового будівництва Торунь зазнала у другій половині 1970-х та 1980-х роках. 1 червня 1975 року Торунь став столицею Торунського воєводства.
Після 1989 року місто стало інвестиційним, діловим, науковим і туристичним центром регіону. Університет Микола Коперника був розширений (міждисциплінарний центр сучасних технологій, університетський спортивний центр, центр квантової оптики, колегія з гуманітарних питань). Створені нові університети, готелі та музеї. У 1997 році ансамбль Старого та Нового Міста та руїни Тевтонського замку були включені до Списку Всесвітньої культурної спадщини ЮНЕСКО. У 1999 році після нової адміністративної реформи Торунь став столицею Куяво-Поморського воєводства. У 2011 році місто було сполучено автомагістралю А1 у напрямку до Гданська, а у 2013 році до Лодзі. У квітні 2013 року було розпочато будівництво культурно-конгресового центру «Jordanki», на якому базується Торунський симфонічний оркестр. Інвестування об'єкту завершилося в грудні 2015 року.

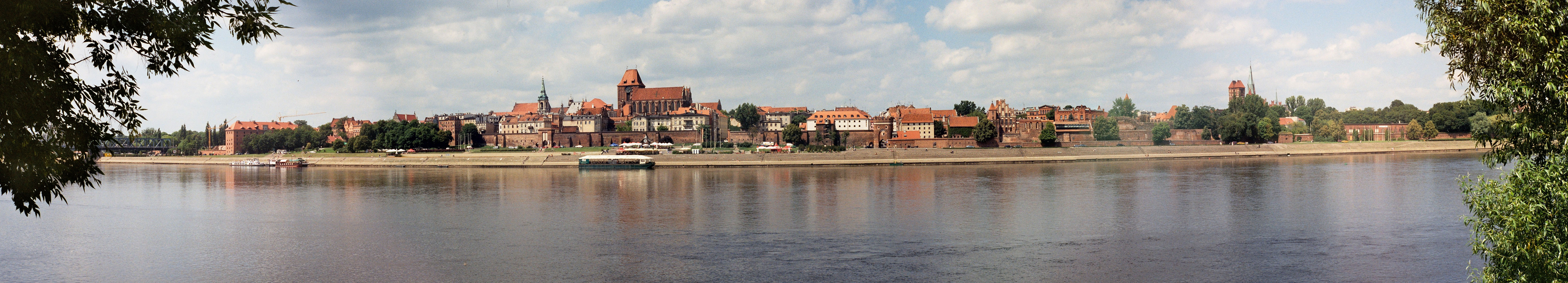
Панорама Торуня

## Культура
Місто Торунь вписане до списку Світової культурної спадщини ЮНЕСКО з 1997 року. У місті багато пам'ятників середньовіччя і XX століття (200 об'єктів). Місто відоме тим, що воно зберегло майже в недоторканності своє середньовічне планування і готичні будівлі, всі з яких були побудовані з цегли, в тому числі монументальні церкви, ратуша і міщанські будинки. Важливим є той факт, що місто Торунь, на відміну від багатьох інших історичних міст в Польщі, уникнуло значних руйнувань в ході Другої світової війни. Зокрема, Старе місто залишилося непошкодженим, так що всі пам'ятники архітектури — оригінальні, а не відновлені після руйнування.
Цікавим для туристів є підсвічування Старого Міста в нічний час. Численні будинки та інші споруди, в тому числі міські стіни вздовж проспекту, підсвічуються в нічний час, створюючи вражаючий ефект.

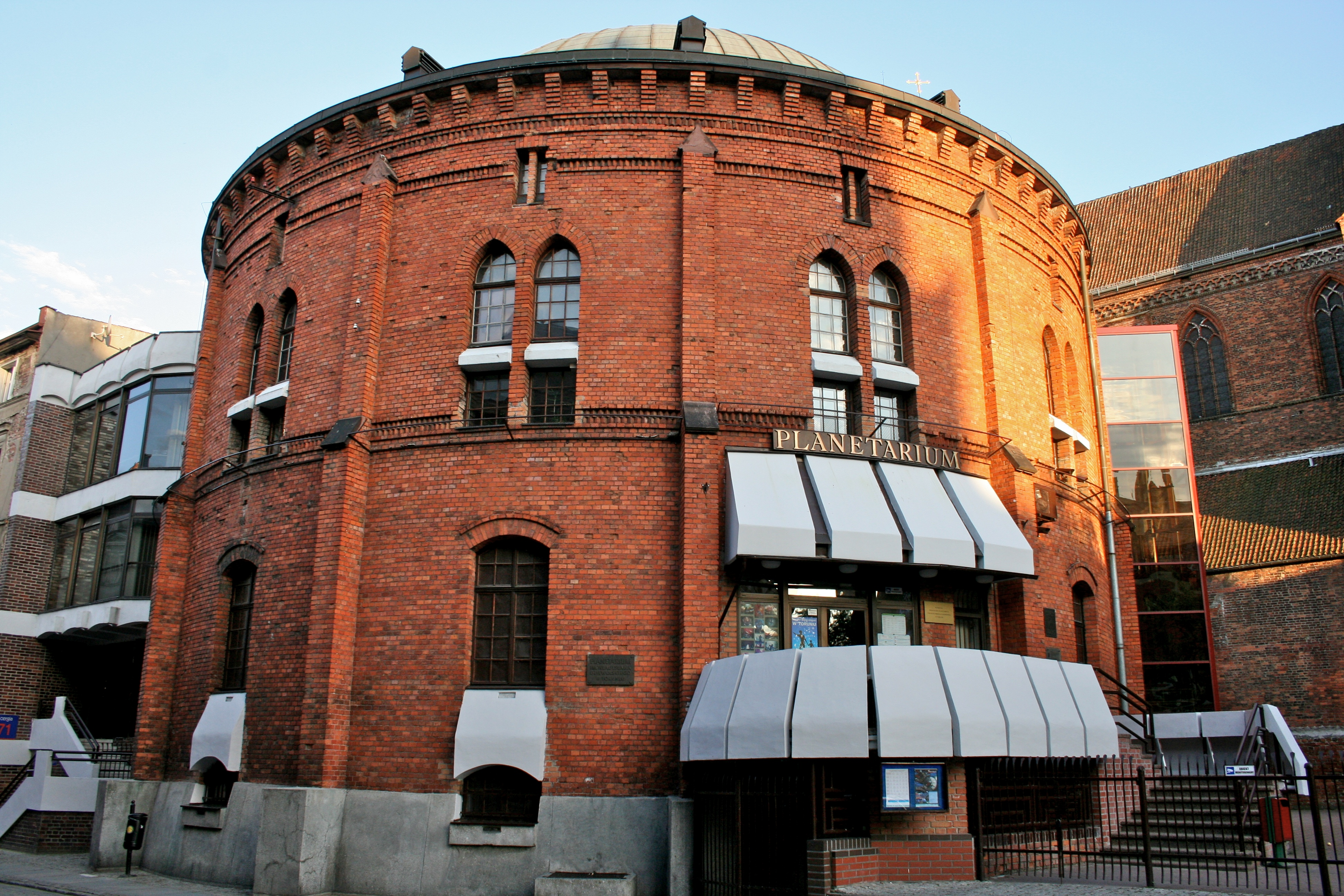
Планетарій

Торунь — рідне місто Миколи Коперника. У місті є Дім Коперника — імовірне місце народження великого астронома і математика. Також у Торуні народився польський архітектор Ефраїм Шрегер.
У місті працює Планетарій імені Владислава Дзєвульського.
Починаючи від 2001 року в місті відбувається музичне, пластичне і етнографічне дійство — Свято Пряника.

## Демографія
Демографічна структура станом на 31 березня 2011 року:
|          | Загалом | Допрацездатний вік | Працездатний вік | Постпрацездатний вік |
| -------- | ------- | ------------------ | ---------------- | -------------------- |
| Чоловіки | 95319   | 17293              | 67801            | 10225                |
| Жінки    | 109635  | 16652              | 67531            | 25452                |
| Разом    | 204954  | 33945              | 135332           | 35677                |

Населення за роками:
Koniec XIV w.: K. Mikulski, Toruń narodów i wyznań, Kraków 2015

Rok 1454: Historia Torunia. Marian Biskup (red.). T. I: W czasach średniowiecza (do roku 1454). Toruń: 1999, ss. 202, 254. 

Rok 1570: Historia Torunia. Marian Biskup (red.). T. II. Cz. II: W czasach renesansu, reformacji i wczesnego baroku (1548-1600). Toruń: 1994, ss. 14–15. 
Początek XVII w.: K. Mikulski, Toruń w drugiej połowie XVI i na początku XVII wieku, [w:] Henryk Stroband (1548—1609) burmistrz toruński, Towarzystwo Miłośników Torunia, Toruń 2010.

Lata 1703—1769: Historia Torunia. Marian Biskup (red.). T. II. Cz. III: Między barokiem i oświeceniem (1660-1793). Toruń: 1996, ss. 8–12. 

Lata 1815—1900: Historia Torunia. Marian Biskup (red.). T. III. Cz. I: W czasach zaboru pruskiego (1793-1920). Toruń: 2003, ss. 62, 120. 

Lata 1925, 1930: Kazimierz Esden-Tempski: Księga Pamiątkowa Dziesięciolecia Pomorza. Toruń: Pomorski Związek Podoficerów Rezerwy, 1930, s. 482. 

## Міста-побратими
| - США, Філадельфія (англ. Philadelphia), з 1976 року - Німеччина, Геттінген (нім. Göttingen), з 1978 року - Нідерланди, Лейден (нід. Leiden), з 1988 року - Фінляндія, Гямеенлінна (фін. Hämeenlinna), з 1989 року | - Словаччина, Чадця (словац. Čadca), з 1996 року - Англія, Суїндон (англ. Swindon), з 2003 року - Словенія, Ново Место (словен. Novo Mesto), з 2005 року - Україна, Луцьк, з 2008 року - Данія, Оденсе (дан. Odense), з 2009 року |

## Відомі люди
- Януш Вишневський (нар. 1954) — польський письменник
- Миколай Коперник (1473—1543) — польський астроном і математик, автор геліоцентричної теорії побудови Сонячної системи
- Лешек Бальцерович (нар. 1947) — політик, економіст, голова Національного банку Польщі
- Владислав Джевульський, астроном і математик
- Тоні Халік, мандрівник і дослідник
- Крістоф Гарткнох, історик і просвітитель
- Олександр Яблонські, фізик
- Сильвестер Каліскі, генерал польської армії
- Мацей Конацький, астроном
- Богуслав Лінда (нар. 1952) — актор
- Збігнєв Ленгрен, карикатурист
- Єжи Лось, математик
- Казімєж Сероцький, композитор
- Самуель Томас Земмерінг, фізик і винахідник
- Гражина Шаполовська, актриса
- Крістіан Верніке (1661—1725), поет
- Юлія Вольфторн, художниця
- Олександр Волщан, астроном, виявив першу планету поза сонячною системою
- Ервін Левенсон, письменник-експресіоніст
- Яцек Йєрко, польський художник-ілюстратор[27].
- Бартош Домбковський (нар. 1985) — польський хокеїст.

## Українська громада в Торуні
Українська громада в Торуні виникла у міжвоєнний період XX століття. Первинно вона складалася з колишніх солдатів Української Народної Республіки, інтернованих у Польщі після підписання Ризького договору та які після звільнення з таборів вирішили залишитися в місті. Другу групу українців, яка прибули до Торуні в цей час, склали вихідці з Галичини. Українська громада була добре інтегрована, незважаючи на невеликий розмір (близько 50 осіб), брала участь у культурній діяльності та житті православної парафії.
Окреме місце посідала невелика група українських анархістів, котрі приїхали в Торунь разом з їхнім лідером Нестором Махно. Після Другої світової війни українці, як і росіяни, що мешкали в Торуні, стали об'єктом репресій, здійснюваних Міністерством громадської безпеки Польщі. Внаслідок цього громаді не вдалось відродитися у колишньому вигляді.
Детальніше див. Історія українців у Торуні
В Торуні при римсько-католицькій парафії блаженного Івана Зятика, вул. Kardynała Wyszyńskiego, 7/9 в каплиці відбуваються греко-католицькі служби, на які спочатку приїжджав священик з Ілави (Ельблонзького деканату). З 2015 р. тут існує парафія, в якій служить свій священик. Наразі триває ремонт каплиці за адресою вул. Sowińskiego 9A, куди парафія планує переїхати.